# Кампобелло-ди-Мадзара
Кампобелло-ди-Мадзара (итал. Campobello di Mazara, сиц. Campubbeddu) — коммуна в Италии, располагается в регионе Сицилия, подчиняется административному центру Трапани.
Население составляет 11 190 человек, плотность населения составляет 172 чел./км². Занимает площадь 65 км². Почтовый индекс — 91021. Телефонный код — 0924.
Покровителем населённого пункта считается святой Вит. Праздник ежегодно празднуется 15 июня.

## История
Римляне назвали местность, где между Сегестой и Селенунтом прошла битва, Campus Belli. Позже так стали называть город. Рядом с городом расположена каменоломня Rocche di Cusa, откуда в древности привозились камни для строительства храмов в Селенунте.
Кампобелло-ди-Мадзара основан в 1623 году Джузеппе ди Наполи., который в 1630  году получил здесь герцогство.
Старейшими зданиями в Кампобелло-ди-Мадзара являются средневековое Palazzo Ducale, перестроенное в богатое поместье в XVII веке, церковь Матери, посвящённое Santa Maria delle Grazie, и 27-метровая часовня.

## Население
На 31 декабря 2016 года перепись населения установила число жителей 1116 человек. Этнический состав, впоследствии миграции, следующий:
- Тунис 738 6,1%
- Румыния 166 1,3%
- Гамбия 28 0,2%
- Бангладеш 28 0,2%
- Нигерия 21 0,1%
- Марокко 17 0,1%
- Сенегал 16 0,1%
- Мали 16 0,1%

## Экономика
Жители заняты в сельском хозяйстве (оливковые деревья, виноградники).

## Галерея

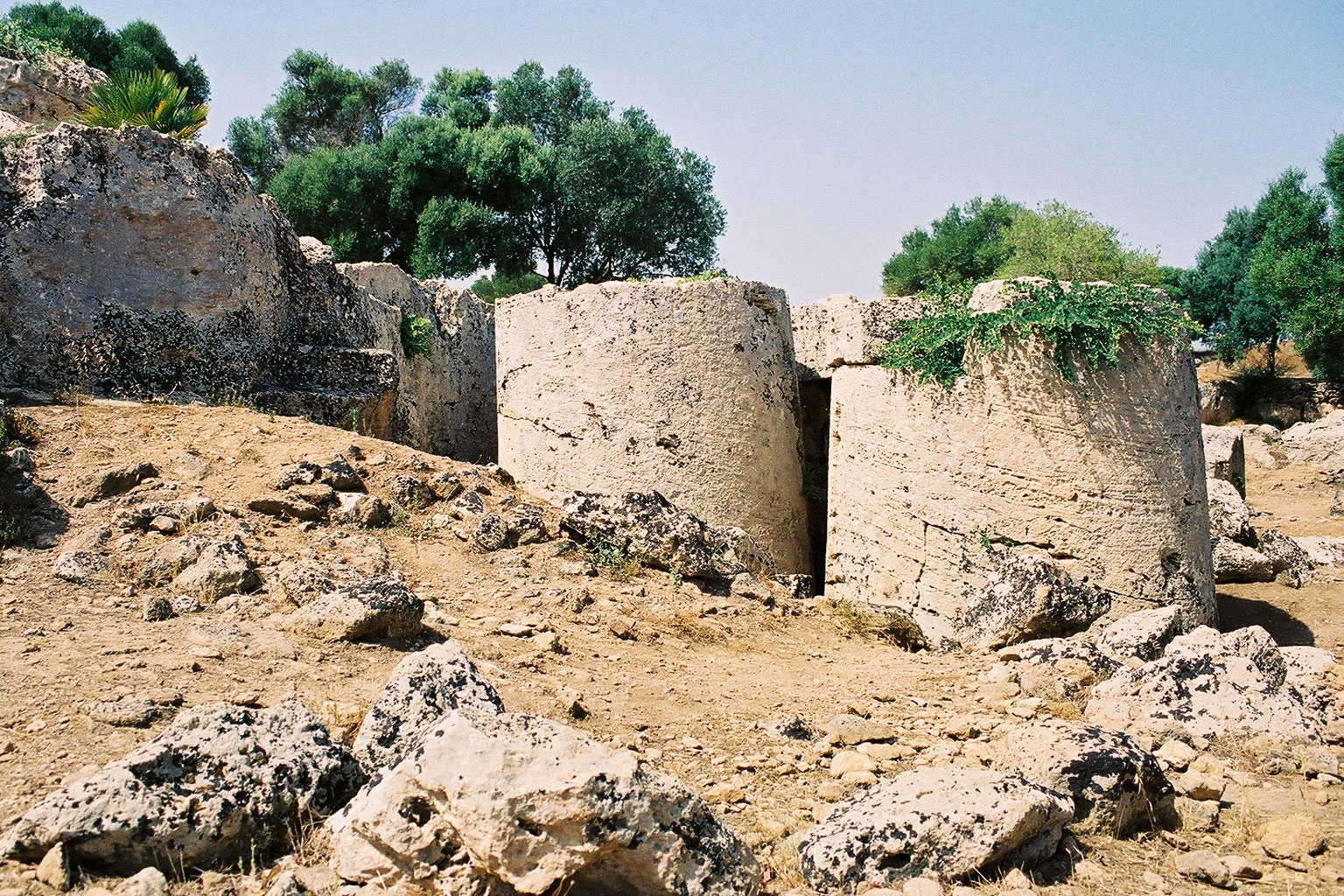
Вытесанные фрагменты колонн неоконченного храма G на каменоломне.
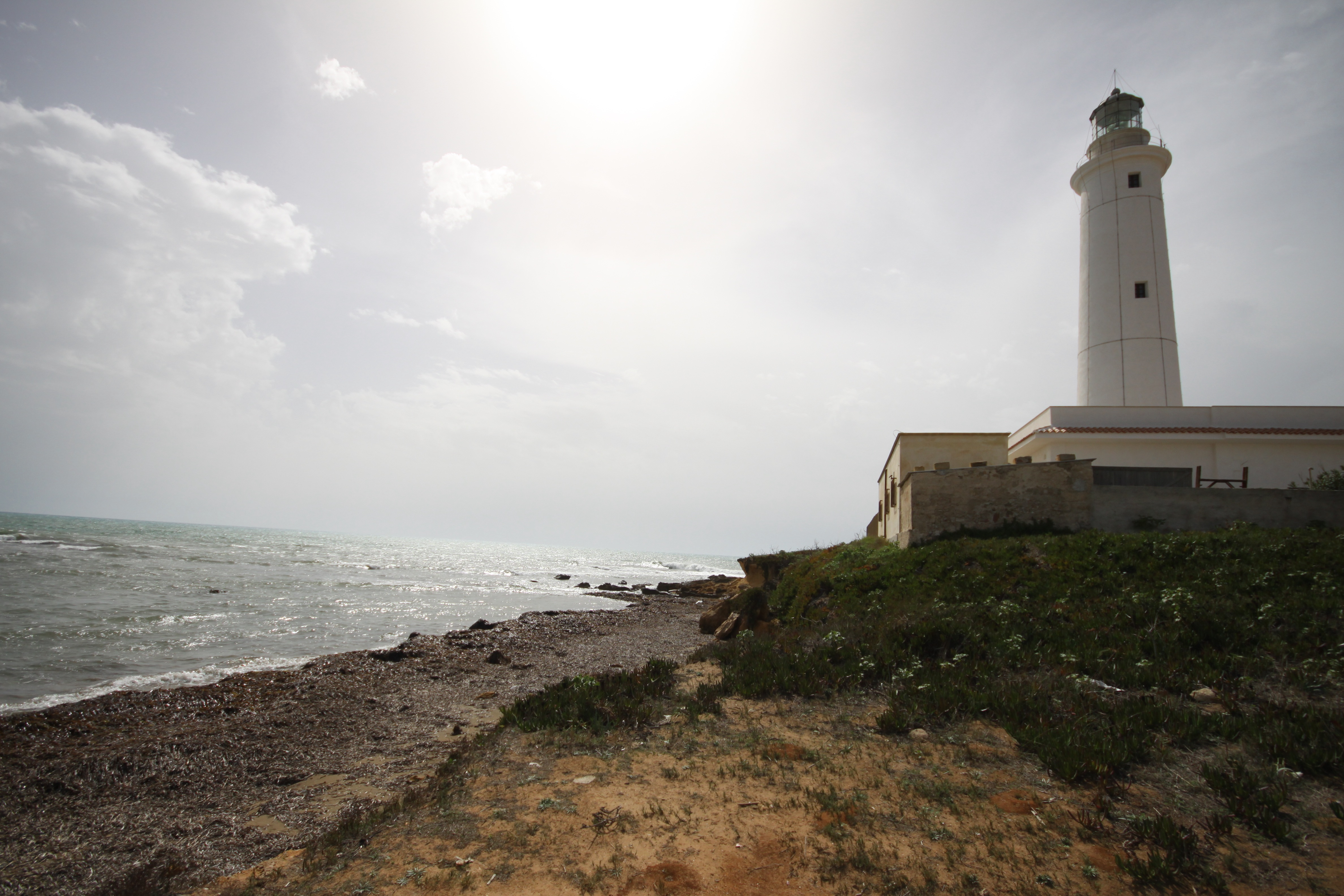
Маяк